# Orchestre symphonique académique de Novossibirsk
L'orchestre symphonique académique de Novossibirsk (Новосибирский академический симфонический оркестр) est un orchestre symphonique russe basé à la Philharmonie de Novossibirsk. Il porte le titre d'académique depuis 1982.

## Histoire
L'orchestre a été fondé en 1956 et a été dirigé par son fondateur pendant presque un demi siècle, le chef d'orchestre Arnold Katz. Après sa mort en 2007, il est dirigé par le Lituanien Gintaras Rinkiavicius. Des chefs d'orchestre invités le dirigent également comme Fabio Mastrangelo et Thomas Sanderling.
L'orchestre s'est produit dans de nombreuses tournées en URSS et en Europe, ainsi qu'au Japon en 1997 et en 2001.
La discographie de l'orchestre à l'époque soviétique comprend de nombreuses œuvres de différents pays et époques, de Henry Purcell à Leonard Bernstein. Des solistes fameux ont joué avec lui comme les violonistes Igor Oïstrakh, Zakhar Bron, Vadim Repine, les cantatrices Nelly Li, Raïssa Kotova, etc. L'orchestre joue traditionnellement aussi des œuvres de Sergueï Taneïev et en a enregistré de nombreuses sous la direction d'Arnold Katz, tradition continuée par Thomas Sanderling.
Actuellement, l'orchestre a joué plus de cinq mille concerts, de Bach à notre époque, les classiques viennois, les romantiques allemands, Tchaïkovsky, Moussorgski, Rachmaninov, Rimski-Korsakov, Skriabine, Chostakovitch, Prokofiev, Schnittke, Sviridov, Goubaïdoulina, Denissov, Kantcheli, Ravel, Debussy, Wagner, Mahler, Bruckner, Schubert, Schönberg, Richard Strauss, Stravinski, Varèse, etc. 

## Chefs d'orchestre principaux
- 1956-2007 — Arnold Katz
- 2007-2016 — Gintaras Rinkevičius
- 2017- auj. — Thomas Sanderling